# 아부 가르시아

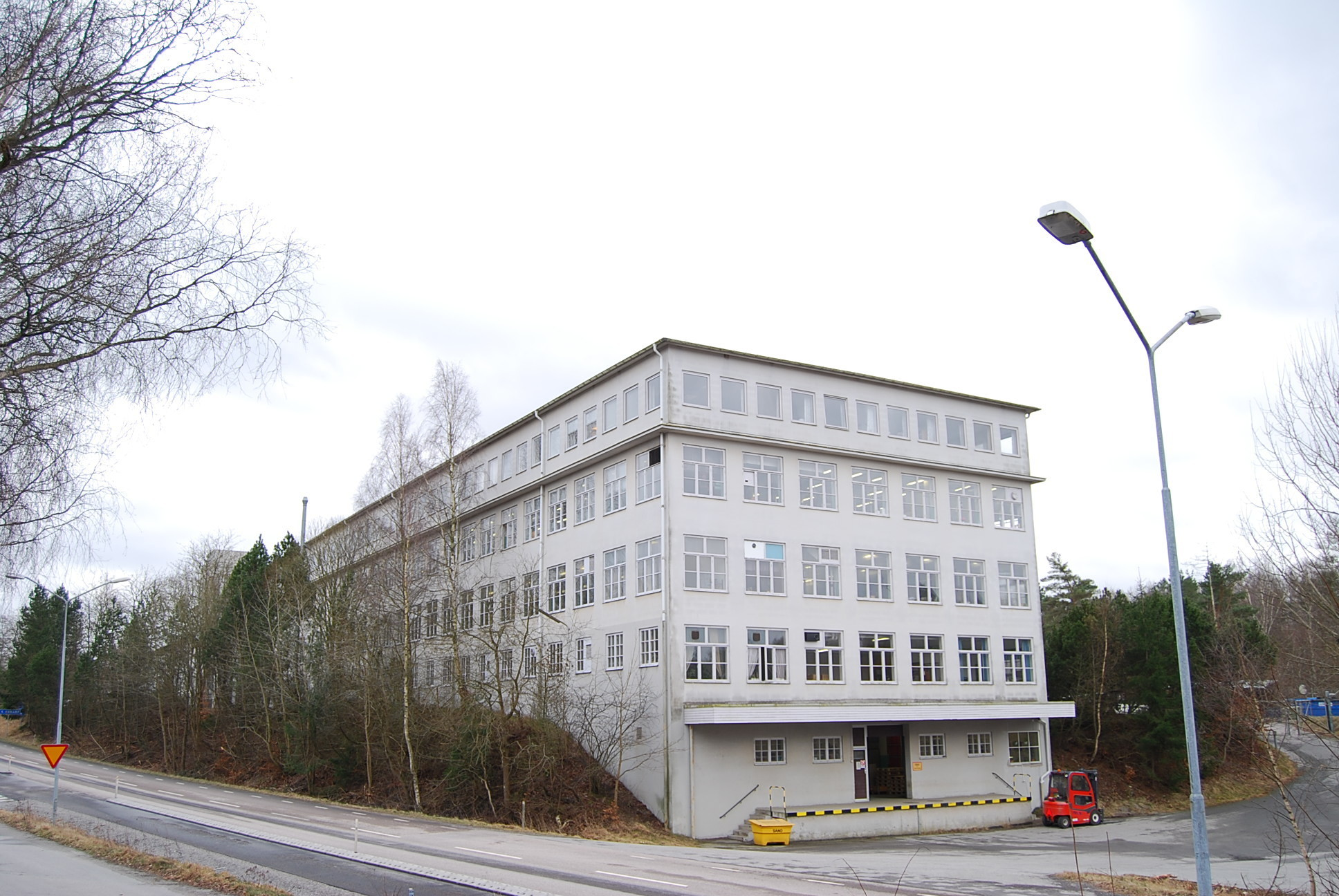
스벤구스타의 공장은 여전히 운영 중이다.

아부 가르시아(ABU Garcia, AB Urfabriken, 스웨덴어: "Watch Factory Ltd.")는 스웨덴 스벤구스타에서 설립된 낚시릴 및 장비 제조사이다. 지금은 미국의 퓨어피싱이 소유하고 있다.

## 역사
스웨덴 블레킹에 모럼강(Mörrum) 주변의 공장에서 시작했다. 1921년 설립된 이 기업은 처음에 휴대용 시계, 전화 타이머, 택시타이머를 제조했다. 낚시에 관심을 가졌던 설립자의 아들 Göte Borgström은 곧 제2차 세계 대전 중 피싱릴에 집중하게 되었다.
선도적인 미국 아웃도어 스포츠 참여자 유통 및 제조 회사인 가르시아 코퍼레이션(Garcia Corporation, 1947-1978)은 이전에 찰스 가르시아 앤드 컴퍼니, 뉴욕 시티(Charles Garcia & Company, New York City)라는 이전 이름으로 알려진 당대 최대의 낚시 도구 회사였다. 가르시아 코퍼레이션은 유명한 암바서드(Ambassadeur) 릴을 포함하여 1950년대에 ABU 스벤구스타(Svängsta)의 많은 릴을 수입 및 판매하기 시작했다.
가르시아 코퍼레이션은 이미 1947년부터 프랑스에서 미첼 300 스피닝 릴의 수입, 마케팅 및 유통에 관여했다. 1979-1980년의 가르시아 태클 컴퍼니(Garcia Tackle Company)는 ABU 스벤구스타와 프랑스의 미첼 S.A. 간의 단기 파트너십이었고, 1980년에는 , ABU 스벤구스타는 뉴저지에 본사를 둔 가르시아 태클 컴퍼니를 인수하고 이름을 아부 가르시아로 변경했다. 미첼 S.A.는 각자의 길을 갈 것이지만 두 브랜드는 퓨어 피싱이라는 배너 아래에 다시 합류하여 2007년 4월 자덴 코퍼레이션(Jarden Corporation)에 다시 매각되었다. 2015년 12월 뉴웰 러버메이드(Newell Rubbermaid)는 자덴 코퍼레이션을 인수했다. 2018년 11월 퓨어 피싱을 시카모어 파트너스(Sycamore Partners)에 매각했다.

## 현대의 개발
아부 가르시아는 1950년대 초에 일련의 낚시 릴 및 관련 제품을 출시했다. 회사 최초의 스피닝 릴인 스웨덴에서 제작된 아부 444는 1955년에 도입되었으며, 1965년에는 스피닝 릴의 카디널 시리즈의 첫 번째 모델이 출시되었다.
1957년부터 이 회사는 레벨 와인드 메커니즘(진동 스풀), 언더로드 스핀 캐스트 릴 디자인(Abu 500 시리즈) 및 더 큰 전투를 위한 개선된 드래그와 같은 여러 엔지니어링 혁신을 특징으로 하는 고급 스핀 캐스트 릴(Abumatic)로도 유명해졌다.
고급 금속 합금, 볼 베어링 마찰 인터페이스 및 정밀하게 절단된 기어를 활용한 유명한 암바서드 시리즈 베이트 캐스팅 릴은 1954년 뉴욕 세계 박람회에서 소개되었으며 이후 암바서드 모델은 여전히 회사에서 생산되고 있다. 전문 낚시꾼 폴 구스타프손(Paul Gustafson)은 아부 가르시아의 수석 낚시 컨설턴트로 7년 동안 일했다.
오늘날 그들은 암바서드 레보라는 로우 프로파일 캐스트 릴의 분기된 오프라인 라인과 함께 암바서드 라인을 계속 이어가고 있다.